# Полонгера
Полонгера, Полонґера (італ. Polonghera, п'єм. Polonghera) — муніципалітет в Італії, у регіоні П'ємонт, провінція Кунео.
Полонгера розташована на відстані близько 510 км на північний захід від Рима, 31 км на південь від Турина, 50 км на північ від Кунео.
Населення — 1172 особи (2014).

## Демографія
Населення за роками:

Станом на 1 січня 2023 року в муніципалітеті офіційно проживало 120 іноземців з 16 країн, серед них 44 громадяни країн Євросоюзу.

## Сусідні муніципалітети
- Казальграссо
- Фауле
- Моретта
- Мурелло
- Панкальєрі
- Ракконіджі